# Hawkins (Wisconsin, város)
Hawkins város az USA Wisconsin államában, Rusk megyében. Lakosainak száma 331 fő (2020. április 1.).
A Hawkins név forrása bizonytalan. A várost valószínűleg Marsh P. Hawkinsról nevezték el, aki az 1880-as években a Minneapolis, St. Paul & Sault Ste. Marie Vasúttársaság Minneapolis és St. Louis részlegének titkára és pénztárosa volt.

## Népesség
A település népességének változása:

| 2010 | 305 |
| 2020 | 331 |